# Niagara-on-the-Lake

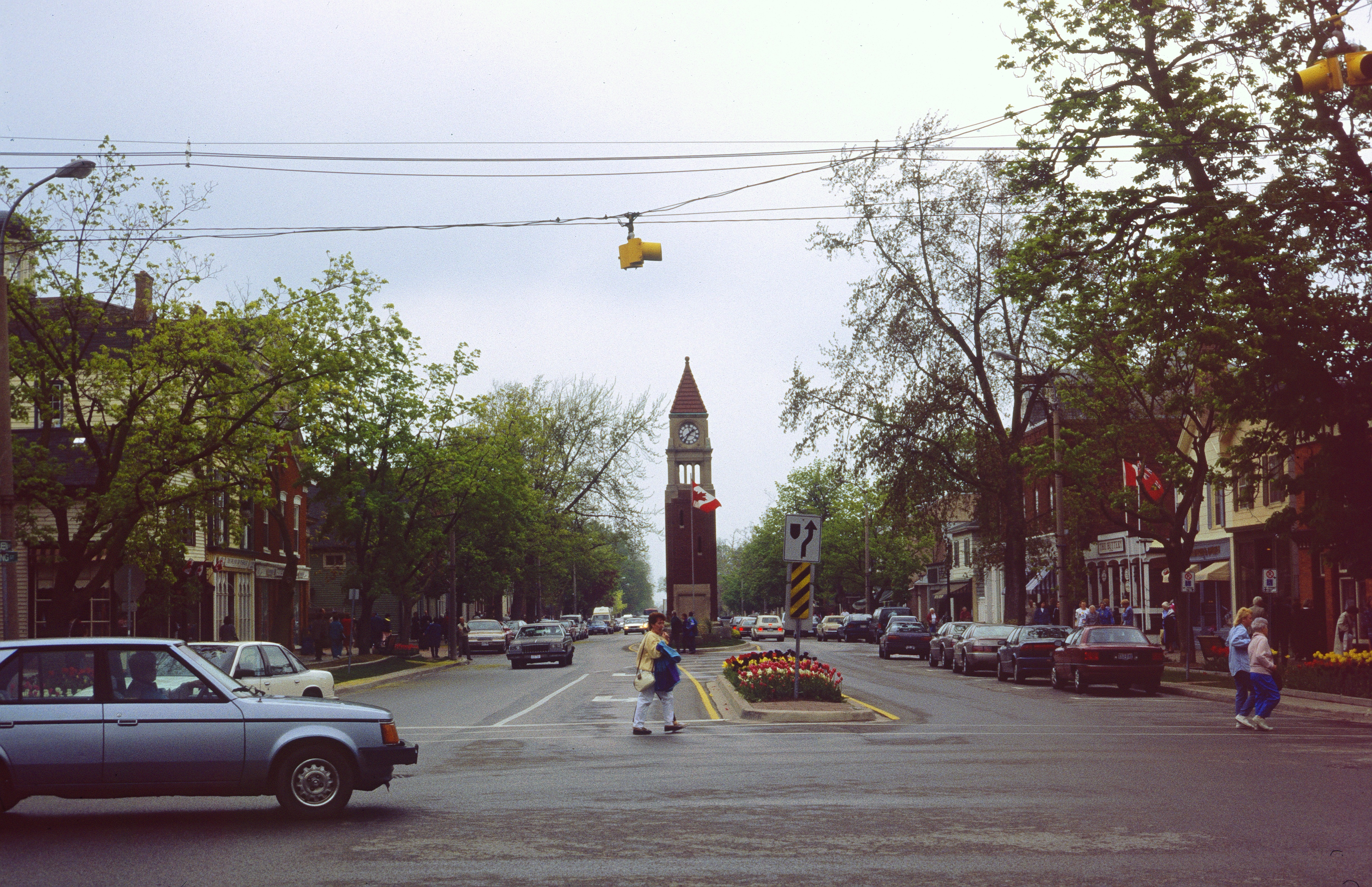
Centro comercial de Niagara-on-the-Lake

Niagara-on-the-Lake é uma cidade da província canadense de Ontário, localizada à beira do Rio Niágara e do Lago Ontário. Entre 1792 e 1796, Niagara-on-the-Lake serviu como a capital da colônia inglesa do Canadá Superior, quando seu nome era ainda Niagara. O nome atual foi adotado em torno de 1880, para diferenciar-se das Cataratas do Niágara; Niagara-on-the-Lake fica na região de Niagara, em Ontário, e é a única cidade do Canadá que tem um "lord mayor".
Segundo o censo canadense de 2001, a cidade possui 13 839 habitantes. A principal fonte de renda da cidade é o turismo.